# Opatovický Průplav
Opatovický Průplav är en kanal i Tjeckien. Den ligger i den centrala delen av landet, 80 km öster om huvudstaden Prag.